# Пам'ятник козаку Мамаю (Київ)
Пам'ятник козаку Мамаю — монумент, споруджений на честь козака Мамая, одного з найпопулярніших в українській культурі образів козака-лицаря, який вважається уособленням українського народу в цілому. Пам'ятник знаходиться в центрі міста Києва на Майдані Незалежності.
Монумент був встановлений в 2001 році напередодні православного свята Покрова Богородиці, коли також святкується день українського козацтва.

## Опис
Авторами пам'ятника міфічному козакові стали відомі скульптори Микола і Валентин Зноба .
Козак Мамай зображений з бандурою в руках. Героя народних легенд завжди прикрашала шабля, довгий чуб на поголеній голові і вуса, а позаду стоїть його вірний кінь.

## Галерея

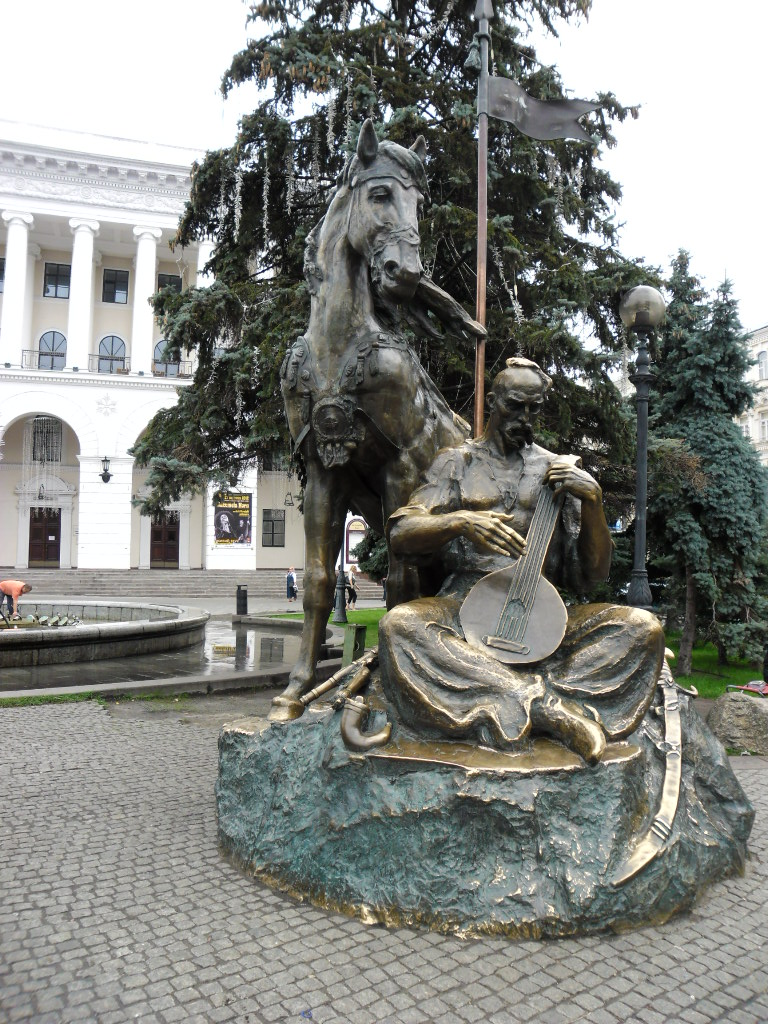
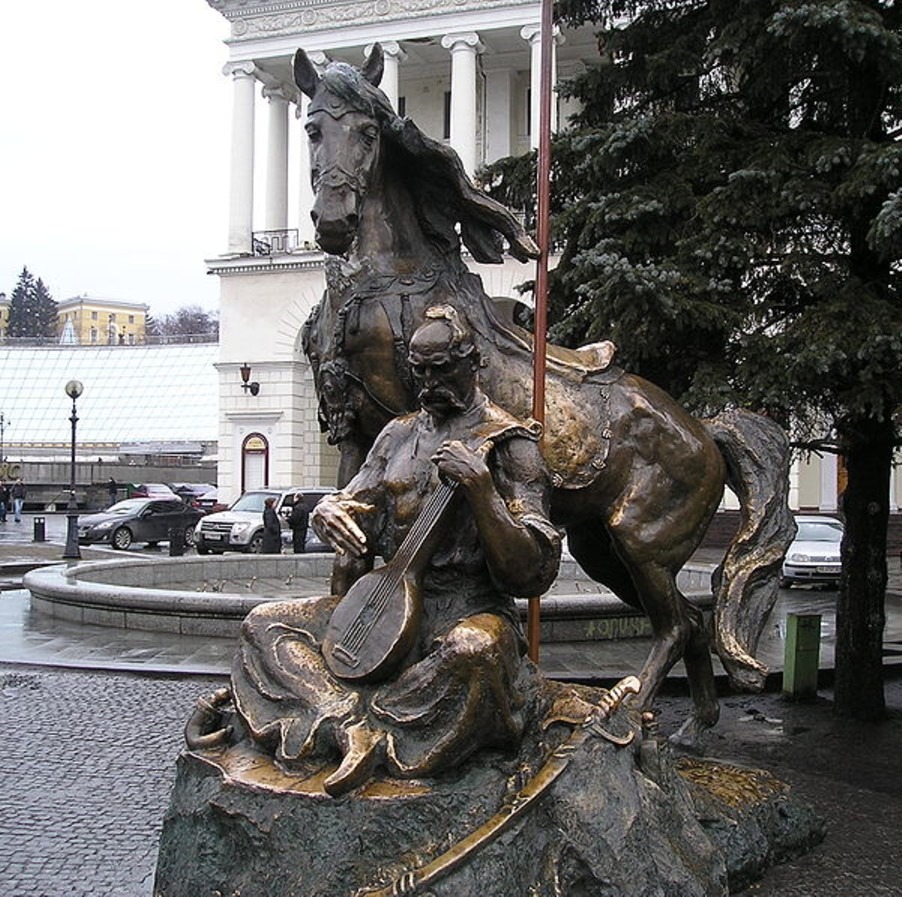
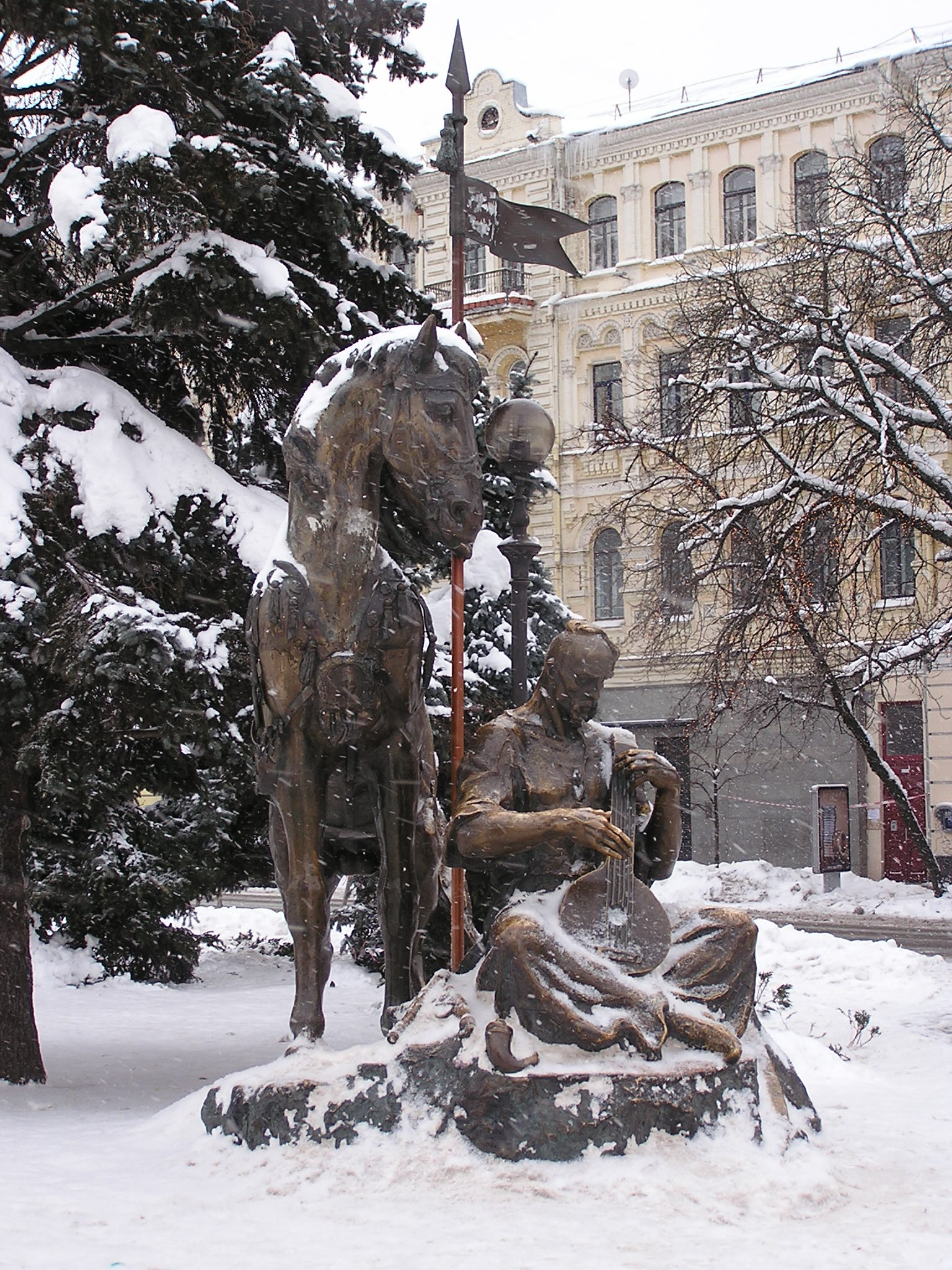
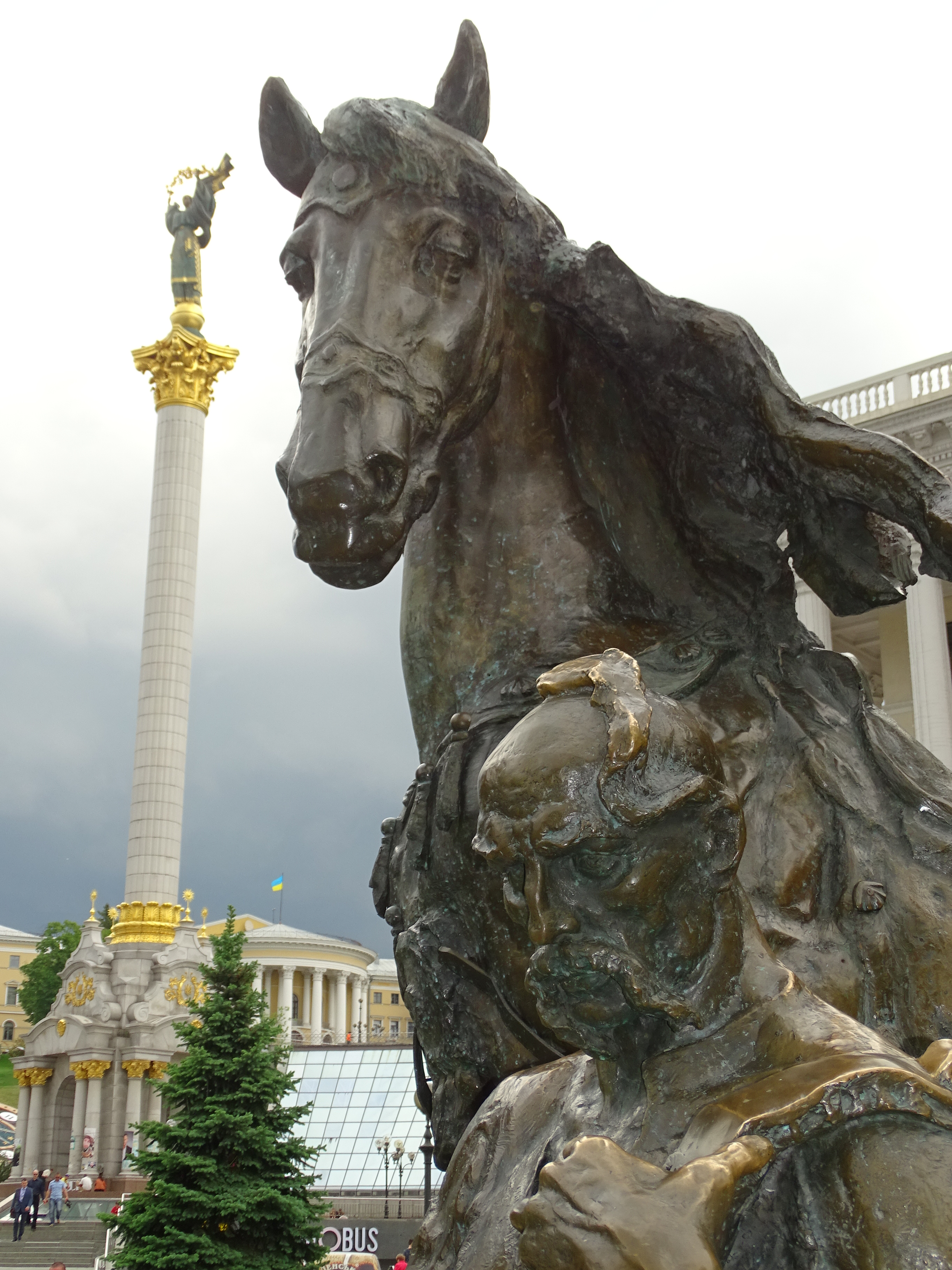
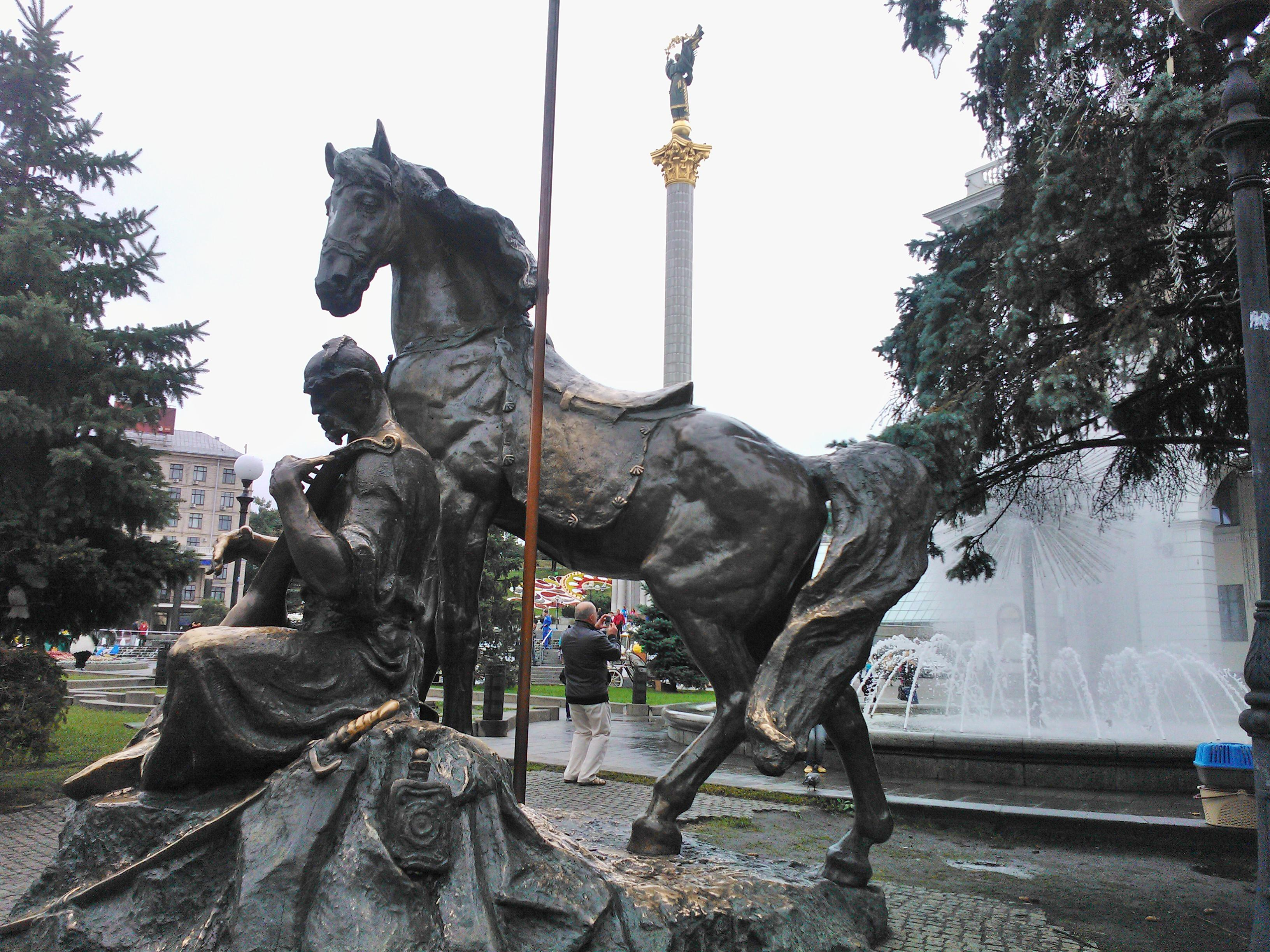